# Liste des chapelles de la Lozère
La liste des chapelles de la Lozère présente les chapelles situées sur le territoire des communes du département français de la Lozère. Il est fait état des diverses protections dont elles peuvent bénéficier, et notamment les inscriptions et classements au titre des monuments historiques.
Toutes sont situées dans le diocèse de Mende.

## Liste
| Chapelle                                                         | Commune                   | Adresse                | Coordonnées                      | Notice         | Protection | Date | Illustration                                          |
| ---------------------------------------------------------------- | ------------------------- | ---------------------- | -------------------------------- | -------------- | ---------- | ---- | ----------------------------------------------------- |
| Chapelle de la maison de retraite d'Auroux                       | Auroux                    |                        | 44° 45′ 07″ nord, 3° 43′ 39″ est |                |            |      | Image manquante Téléverser                            |
| Chapelle du château de Fabrèges                                  | Auroux                    |                        | 44° 46′ 39″ nord, 3° 43′ 28″ est |                |            |      | Image manquante Téléverser                            |
| Chapelle de l'Ermitage de Balsièges                              | Balsièges                 |                        | à géolocaliser                   |                |            |      | Image manquante Téléverser                            |
| Chapelle Saint-Saturnin de Bédouès                               | Bédouès-Cocurès           |                        | 44° 20′ 26″ nord, 3° 36′ 16″ est | « PA48000026 » | Inscrit MH | 2020 | Chapelle Saint-Saturnin de Bédouès                    |
| Chapelle de l'abbaye de Mercoire                                 | Cheylard-l'Évêque         |                        | 44° 37′ 19″ nord, 3° 47′ 41″ est |                |            |      | Image manquante Téléverser                            |
| Chapelle Notre-Dame-de-Toutes-Grâces de Cheylard-l'Évêque        | Cheylard-l'Évêque         |                        | 44° 38′ 47″ nord, 3° 48′ 06″ est |                |            |      | Image manquante Téléverser                            |
| Chapelle de la Toureille                                         | Gabriac                   |                        | 44° 10′ 35″ nord, 3° 43′ 11″ est |                |            |      | Image manquante Téléverser                            |
| Chapelle Notre-Dame-de-Cénaret de Saint-Chély-du-Tarn            | Gorges du Tarn Causses    |                        | 44° 20′ 06″ nord, 3° 23′ 02″ est | « PA00103917 » | Inscrit MH | 1987 | Chapelle Notre-Dame-de-Cénaret de Saint-Chély-du-Tarn |
| Chapelle de l'Ermitage de Sainte-Enimie                          | Gorges du Tarn Causses    |                        | 44° 21′ 51″ nord, 3° 24′ 28″ est |                |            |      | Image manquante Téléverser                            |
| Chapelle Sainte-Madeleine de Sainte-Enimie                       | Gorges du Tarn Causses    |                        | 44° 22′ 01″ nord, 3° 24′ 42″ est |                |            |      | Image manquante Téléverser                            |
| Chapelle troglodytique Saint-Jean-Baptiste de Castelbouc         | Gorges du Tarn Causses    |                        | 44° 20′ 27″ nord, 3° 27′ 50″ est |                |            |      | Image manquante Téléverser                            |
| Chapelle Saint-Méen de Grandrieu                                 | Grandrieu                 |                        | 44° 47′ 40″ nord, 3° 38′ 41″ est |                |            |      | Chapelle Saint-Méen de Grandrieu                      |
| Chapelle Notre-Dame de Hyelzas                                   | Hures-la-Parade           |                        | 44° 13′ 01″ nord, 3° 19′ 32″ est |                |            |      | Image manquante Téléverser                            |
| Chapelle Saint-Gervais-et-Saint-Protais des Douzes               | Hures-la-Parade           |                        | 44° 12′ 31″ nord, 3° 17′ 33″ est |                |            |      | Chapelle Saint-Gervais-et-Saint-Protais des Douzes    |
| Chapelle Saint-Frézal de La Canourgue                            | La Canourgue              |                        | 44° 25′ 45″ nord, 3° 13′ 35″ est | « PA00103803 » | Inscrit MH | 1984 | Chapelle Saint-Frézal de La Canourgue                 |
| Chapelle de la Maison Sainte-Marie de La Canourgue               | La Canourgue              |                        | 44° 25′ 52″ nord, 3° 12′ 51″ est |                |            |      | Image manquante Téléverser                            |
| Chapelle Saint-Jean du Bedel de Montjézieu                       | La Canourgue              |                        | 44° 28′ 46″ nord, 3° 12′ 10″ est |                |            |      | Chapelle Saint-Jean du Bedel de Montjézieu            |
| Chapelle du château de Combettes                                 | Lachamp-Ribennes          |                        | 44° 39′ 25″ nord, 3° 22′ 08″ est |                |            |      | Image manquante Téléverser                            |
| Chapelle Saint-Roch de Lajo                                      | Lajo                      |                        | 44° 49′ 43″ nord, 3° 27′ 20″ est |                |            |      | Chapelle Saint-Roch de Lajo                           |
| Chapelle des Pénitents de Langogne                               | Langogne                  |                        | 44° 43′ 40″ nord, 3° 51′ 18″ est |                |            |      | Chapelle des Pénitents de Langogne                    |
| Chapelle Notre-Dame de Langogne                                  | Langogne                  |                        | 44° 43′ 39″ nord, 3° 51′ 16″ est |                |            |      | Chapelle Notre-Dame de Langogne                       |
| Chapelle de la Gardelle                                          | Le Malzieu-Forain         |                        | 44° 49′ 49″ nord, 3° 22′ 14″ est |                |            |      | Image manquante Téléverser                            |
| Chapelle Notre-Dame-de-Lourdes du Malzieu-Ville                  | Le Malzieu-Ville          |                        | 44° 51′ 11″ nord, 3° 19′ 42″ est |                |            |      | Chapelle Notre-Dame-de-Lourdes du Malzieu-Ville       |
| Chapelle Saint-Vincent-de-Paul de l'hospice du Malzieu-Ville     | Le Malzieu-Ville          |                        | 44° 51′ 18″ nord, 3° 19′ 52″ est |                |            |      | Image manquante Téléverser                            |
| Chapelle Saint-Côme de Mas-Saint-Chély                           | Mas-Saint-Chély           |                        | 44° 18′ 10″ nord, 3° 22′ 54″ est |                |            |      | Image manquante Téléverser                            |
| Chapelle des Vignes                                              | Massegros Causses Gorges  |                        | 44° 16′ 23″ nord, 3° 12′ 57″ est |                |            |      | Image manquante Téléverser                            |
| Chapelle de Soulages                                             | Massegros Causses Gorges  |                        | 44° 19′ 51″ nord, 3° 12′ 55″ est |                |            |      | Image manquante Téléverser                            |
| Chapelle des Pénitents Blancs de Mende                           | Mende                     | place au Blé           | 44° 31′ 03″ nord, 3° 30′ 02″ est | « PA48000018 » | Inscrit MH | 2013 | Chapelle des Pénitents Blancs de Mende                |
| Chapelle Saint-Dominique de Mende                                | Mende                     | place de la République | 44° 31′ 04″ nord, 3° 29′ 58″ est |                |            |      | Image manquante Téléverser                            |
| Chapelle Saint-François-de-Sales du grand Séminaire de Mende     | Mende                     |                        | 44° 31′ 19″ nord, 3° 29′ 43″ est |                |            |      | Image manquante Téléverser                            |
| Chapelle Saint-Privat de Mende                                   | Mende                     |                        | 44° 30′ 39″ nord, 3° 29′ 30″ est |                |            |      | Chapelle Saint-Privat de Mende                        |
| Chapelle de l'Adoration de Mende                                 | Mende                     |                        | 44° 31′ 06″ nord, 3° 30′ 16″ est |                |            |      | Image manquante Téléverser                            |
| Chapelle du lycée Chaptal de Mende                               | Mende                     |                        | à géolocaliser                   |                |            |      | Image manquante Téléverser                            |
| Chapelle Notre-Dame-du-Rocher de Meyrueis                        | Meyrueis                  |                        | 44° 10′ 45″ nord, 3° 25′ 39″ est |                |            |      | Chapelle Notre-Dame-du-Rocher de Meyrueis             |
| Chapelle de Saint-Jean-du-Bleymard                               | Mont Lozère et Goulet     |                        | 44° 29′ 42″ nord, 3° 43′ 41″ est | « PA00103792 » | Classé MH  | 1979 | Chapelle de Saint-Jean-du-Bleymard                    |
| Chapelle de la Trinité du Chalet du Mont Lozère                  | Mont Lozère et Goulet     |                        | 44° 26′ 59″ nord, 3° 44′ 48″ est |                |            |      | Image manquante Téléverser                            |
| Chapelle de la Pierre-Plantée                                    | Montbel                   |                        | à géolocaliser                   |                |            |      | Image manquante Téléverser                            |
| Chapelle Saint-Jean-Baptiste de Montrodat                        | Montrodat                 |                        | 44° 32′ 52″ nord, 3° 19′ 30″ est |                |            |      | Image manquante Téléverser                            |
| Chapelle Saint-Ferréol de Rieutort-de-Randon                     | Monts-de-Randon           |                        | 44° 37′ 45″ nord, 3° 32′ 35″ est |                |            |      | Chapelle Saint-Ferréol de Rieutort-de-Randon          |
| Ancienne chapelle de Notre-Dame-de-Beaulieu                      | Paulhac-en-Margeride      |                        | à géolocaliser                   |                |            |      | Image manquante Téléverser                            |
| Chapelle du château du Cher                                      | Peyre en Aubrac           |                        | 44° 40′ 39″ nord, 3° 14′ 51″ est |                |            |      | Image manquante Téléverser                            |
| Chapelle de Bastide                                              | Peyre en Aubrac           |                        | 44° 42′ 38″ nord, 3° 14′ 41″ est |                |            |      | Chapelle de Bastide                                   |
| Chapelle de la Madeleine de Pied-de-Borne                        | Pied-de-Borne             |                        | 44° 28′ 45″ nord, 3° 59′ 13″ est | « PA00103893 » | Inscrit MH | 1987 | Chapelle de la Madeleine de Pied-de-Borne             |
| Chapelle des Beaumes                                             | Pied-de-Borne             |                        | 44° 31′ 17″ nord, 3° 58′ 37″ est | « PA00103892 » | Inscrit MH | 1987 | Image manquante Téléverser                            |
| Chapelle Saint-Jean-Baptiste d'Apcher                            | Prunières                 |                        | 44° 49′ 01″ nord, 3° 19′ 20″ est | « IA48101333 » |            |      | Chapelle Saint-Jean-Baptiste d'Apcher                 |
| Chapelle de l'hôpital psychiatrique de Saint-Alban-sur-Limagnole | Saint-Alban-sur-Limagnole |                        | 44° 46′ 54″ nord, 3° 23′ 26″ est |                |            |      | Image manquante Téléverser                            |
| Chapelle Notre-Dame-de-Consolation de Vielvic                    | Saint-André-Capcèze       |                        | 44° 24′ 15″ nord, 3° 56′ 53″ est |                |            |      | Image manquante Téléverser                            |
| Chapelle Sainte-Thècle de la Chaumette                           | Saint-Bonnet-de-Chirac    |                        | 44° 30′ 24″ nord, 3° 17′ 02″ est |                |            |      | Chapelle Sainte-Thècle de la Chaumette                |
| Chapelle Notre-Dame-de-Lourdes de Saint-Chély-d'Apcher           | Saint-Chély-d'Apcher      |                        | 44° 47′ 46″ nord, 3° 16′ 39″ est |                |            |      | Image manquante Téléverser                            |
| Chapelle Saint-Frézal de Saint-Frézal-d'Albuges                  | Saint-Frézal-d'Albuges    |                        | 44° 34′ 06″ nord, 3° 45′ 21″ est |                |            |      | Image manquante Téléverser                            |
| Chapelle du château de Calberte                                  | Saint-Germain-de-Calberte |                        | 44° 13′ 35″ nord, 3° 49′ 01″ est |                |            |      | Chapelle du château de Calberte                       |
| Chapelle Notre-Dame dite La chapelletto de Saint-Juéry           | Saint-Juéry               |                        | 44° 49′ 32″ nord, 3° 05′ 05″ est |                |            |      | Image manquante Téléverser                            |
| Chapelle de Nogaret                                              | Saint-Pierre-de-Nogaret   |                        | 44° 28′ 55″ nord, 3° 08′ 46″ est |                |            |      | Image manquante Téléverser                            |
| Chapelle de Roc-Saint-Pierre                                     | Saint-Pierre-le-Vieux     |                        | 44° 51′ 43″ nord, 3° 19′ 06″ est | « PA00103933 » | Inscrit MH | 1986 | Chapelle de Roc-Saint-Pierre                          |
| Chapelle de La Combe                                             | Saint-Privat-de-Vallongue |                        | à géolocaliser                   |                |            |      | Image manquante Téléverser                            |
| Chapelle Notre-Dame de Serverette                                | Serverette                |                        | 44° 42′ 13″ nord, 3° 23′ 13″ est |                |            |      | Chapelle Notre-Dame de Serverette                     |
| Chapelle Saint-Loup-et-Saint-Roch de Villefort                   | Villefort                 |                        | 44° 27′ 08″ nord, 3° 56′ 04″ est |                |            |      | Chapelle Saint-Loup-et-Saint-Roch de Villefort        |